# Hostotipaquillo
Hostotipaquillo é um município do estado de Jalisco, no México.
Em 2005, o município possuía um total de 8.228 habitantes.